# José Gafo
José Gafo Muñiz (Campumanes, Ḷḷena, Astúries, 1881 - Madrid, 1936) fou un sacerdot de l'orde dels dominics i sindicalista espanyol. És venerat com a beat per l'Església catòlica. Sacerdot i dominic, impulsà el sindicalisme catòlic, amb els qualificatius de «Lliure» o «Professional». El febrer de 1914 fundà el Sindicat de Ferroviaris Lliures de Madrid, amb la mateixa estructura del sindicats catòlics però sense el distintiu de catòlic.
L'estiu de 1923 viatjà a Barcelona i s'entrevistà amb Ramon Sales, dirigent del Sindicats Lliures impulsant el procés d'unió dels Sindicats Catòlico-Lliures del nord d'Espanya amb els Lliures de Barcelona, que quallaria a finals d'any amb la constitució a Pamplona de la Confederación de Sindicatos Libres de España. Va ser membre del Consell de Treball de la dictadura del general Miguel Primo de Rivera. Restà postergat amb la proclamació de la Segona República Espanyola el 1931, i va donar suport a l'intent de cop d'estat del general José Sanjurjo del 10 d'agost de 1932.
A les eleccions generals espanyoles de 1933 fou elegit diputat per Navarra en la candidatura del Bloc de Dretes. El desembre de 1934 firmava el manifest del Bloque Nacional, inspirat per José Calvo Sotelo i es manifestava partidari de l'acció extraparlamentària, seguint la trajectòria de l'extrema dreta tradicionalista. El 5 d'agost de 1936 fou detingut i empresonat, i el 4 d'octubre de 1936, a la sortida de la presó Model de Madrid, fou assassinat.
Considerat màrtir per l'Església Catòlica, fou beatificat l'octubre de 2007 pel papa Benet XVI.